# خبق أنغولي
خبق أنغولي (الاسم العلمي:Chara angolensis) هي نوع من النباتات يتبع جنس الكارا من فصيلة الكارية.